# Остеокальцин
BGLAP (англ. Bone gamma-carboxyglutamate protein) – білок, який кодується однойменним геном, розташованим у людей на короткому плечі 1-ї хромосоми.  Довжина поліпептидного ланцюга білка становить 100 амінокислот, а молекулярна маса — 10 963.
| 10         |  | 20         |  | 30         |  | 40         |  | 50         |
| ---------- |  | ---------- |  | ---------- |  | ---------- |  | ---------- |
| MRALTLLALL |  | ALAALCIAGQ |  | AGAKPSGAES |  | SKGAAFVSKQ |  | EGSEVVKRPR |
| RYLYQWLGAP |  | VPYPDPLEPR |  | REVCELNPDC |  | DELADHIGFQ |  | EAYRRFYGPV |
|            |  |            |  |            |  |            |  |            |

A: Аланін

C: Цистеїн

D: Аспарагінова кислота

E: Глутамінова кислота

F: Фенілаланін

G: Гліцин

H: Гістидин

I: Ізолейцин

K: Лізин

L: Лейцин

M: Метіонін

N: Аспарагін

P: Пролін

Q: Глутамін

R: Аргінін

S: Серин

T: Треонін

V: Валін

W: Триптофан

Білок має сайт для зв'язування з іонами металів, іоном кальцію. 
Секретований назовні.